# Loka pri Zidanem Mostu
Loka pri Zidanem Mostu () je gručasto naselje v dolini Save s skoraj 450 prebivalci v Občini Sevnica. Leži na levem (štajerskem) bregu reke, tik ob cesti Zidani Most–Sevnica, pod strmimi gozdnatimi pobočji Kincla (631 m), Kozičja (813 m) in Veliko Kozje (993 m). Severo-zahodno od naselja teče Žirovniški potok, ki se v bližini izliva v reko Savo.
Tu je speljana železnica Ljubljana–Zagreb. K naselju spadata zaselka Sevce in Dobrava. Na holocenski ravnici ob Savi so njive, kjer pridelujejo hmelj, višje so travniki in gozd. Večina prebivalcev je zaposlena v Sevnici, Radečah in Hrastniku. V vasi je stara graščina iz 13. stol., ki so jo prenovili ok. leta 1880. Trenutno služi kot dom starejših občanov. Ob njej se nahaja park, ki izhaja iz 19. stol. Župnijska cerkev sv. Helene je v osnovi z začetka 13. stol., leta 1740 pa je bila barokizirana. V bližini vasi in v okolici so našli predmete iz rimske dobe.
V Loki je delovalo kar nekaj slovenskih literatov. Tu je bil župnik Primož Trubar med leti 1527 in 1530, v 19. stol. pa sta bila tu kaplana Andrej Urek, v letu 1823 in Jožef Rozman v letih 1836 in 1837. Tu je tudi med leti 1864 in 1874 deloval župnik in slovenski narodni buditelj Dragotin Ferdinand Ripšl.
V kraju se je rodil pisatelj in pesnik Ludvik Mrzel. Dolga leta je tu živel tudi pesnik, pisatelj in prevajalec Alojz Rebula ter njegova žena, prav tako pisateljica in prevajalka, Zora Tavčar. Iz Loke izhajajo tudi Srečko Puncer, Janko Prunk, Ivan Mlinar, Vladimir Ličen, Ivan Fon, Jože Zorn in Alenka Rebula Tota.
Na stavbi ob glavni cesti je na južnem pročelju trgovine v centru naselja nasproti kapelice ob glavni cesti pritrjena spominska plošča NOB padlim borcem in žrtvam v Loki pri Zidanem Mostu. Na plošči je 28 imen.

## Ime
V nem. so ime kraja zapisovali predvsem kot Laak. Ime naselja je bilo leta 1952 spremenjeno iz Loka v Loka pri Zidanem Mostu, zaradi prenakopičenosti krajev s tem imenom, ki je v RS pogosto. Toponim Loka izhaja iz imena loka povodni travnik, ki se nanaša na lokalno geografsko lego.